# Ctenomyces serratus
Ctenomyces serratus är en svampart som beskrevs av Eidam 1880. Ctenomyces serratus ingår i släktet Ctenomyces och familjen Arthrodermataceae.   Inga underarter finns listade i Catalogue of Life.